# Patricia Burford Ryan
Patricia Burford Ryan es una escritora estadounidense de novelas románticas como Patricia Ryan, de novelas de misterio como P.B. Ryan y de novelas eróticas como Louisa Burton. Pat es además hermana gemela de la también escritora romántica Pamela Burford.

## Biografía
Patricia Burford es descendiente de "Little John", el mejor amigo del legendario "Robin Hood". Su tío el doctor Thomas Guy Burford, les regaló a ella y a sus hermanas, Pamela y Janice Kay, una colección de muñecas de las esposas de Enrique VIII. Estos hecho provocaron que Patricia sintiera desde su más tierna infancia una gran fascinación por la historia, al igual que por la literatura. Su hermana gemela Pamela Burford Loeser (Pamela Burford), también escribe novelas románticas.
Trabajó durante mucho tiempo en la industria editorial estadounidense tanto en la ciudad de Nueva York como en Rochester, encargándose de la promoción y edición de nuevos libros. Ese contacto con el mundo de las publicaciones, acrecentó su deseo de dedicarse a escribir, más gratificante, según ella, y absorbente.
Pat, casada con Mr. Ryan, reside junto a su esposo, sus dos hijas y sus numerosos gatos en Rochester, estado de Nueva York, donde tiene una amplia biblioteca de libros de temática medieval.
Pat logró vender su primera novela en 1995, desde entonces ha continuado escribiendo tanto romances históricos como actuales con su nombre de casada: Patricia Ryan. Suele situar sus romances históricos en la Inglaterra Medieval, y le encanta incluirlo en sagas de hermanos. También ha escrito novelas cortas para la editorial Harlequin y algunas han sido publicadas en España.
También escribe bajo el pseudónimo de P.B. Ryan (iniciales de su nombre de soltera y su apellido de casada) ha escrito una exitosa serie de suspense y misterio llamada "Gilded Age", y desde 2007 ha comenzado a escribir novelas eróticas bajo el seudónimo de Louisa Burton.
Preside una sección de la Asociación de Escritoras de Novela Romántica de Estados Unidos. Ha sido calificada como la "Reina de la novela romántica medieval" por el Literary Times. En sus ratos libres da clases de escritura en Writers E Books, centro literario de la ciudad donde reside.
Contando con el apoyo de la crítica y los lectores, los libros de Patricia han sido publicados en más de veinte países y ha ganado numerosos premios como el "Golden Heart", el "Romantic Times", y el "Romance writers of America".

### Como Patricia Ryan

#### Novelas independientes
- The return of the black sheep	1995/05 (Vuelta a casa, 1995/10)
- A buring touch	1996/01
- For the thrill of it!	1996/09
- Twice the spice	1997/04
- In hot pursuit	1998/10 (Ardiente persecución, 2007/03)
- All of me	2000/01 (Tal como soy, 2000/09)
- Million dollar baby	2000/11 (Todo para ti, 2001/04)

#### Fairfax Family Saga(Saga Familia Fairfax)
1. Falcon's fire	1995/12 (El hechizo del halcón, 2001/06; 2002/03)
2. Heaven's fire	1996/10

#### Périgueux Family Saga (Saga Familia Périgueaux)
1. Secret thunder	1997/05 (Tormenta secreta, 2001/01)
2. Wild wind	1998/02 (Viento salvaje, 2003/02)

#### Wexford Family Saga (Saga Familia Wexford)
1. Silken threads	1999/06
2. The Sun and the Moon	2000/06 (La espía de la Corona, 2003/05)

#### Antología en colaboración
- "August" in SUMMER HEAT	1998/08 (with Pamela Burford)
- "Santa, baby" in NAUGTHY OF NICE?	2001/11 (with Sherrilyn Kenyon and Carly Phillips and Kathryn Smith)
- "Possessing Julia" in BURNING UP	2003/07 (with Nina Bangs, Cheryl Holt and Kimberly Raye)
- "What happens in Vegas" in TAKING CARE OF BUSINESS	2005/08 (with Toni Blake and LuAnn McLane)

### Como P.B. Ryan

#### Gilded Age Mystery Series
1. Still life with murder	2003/07
2. Death on Beacon Hill	2005/03
3. Murder in a mill town	2004/07
4. Murder on black Friday	2006/11

### Como Louisa Burton

#### Novelas independientes
- House of dark delights	2007/01
- Bound in Moonlight	2007/11